# 菅沼三五郎
菅沼 三五郎（すがぬま さんごろう、生年不詳 - 明治2年（1869年））は、江戸時代末期（幕末）の幕臣。

## 経歴
家格は交代寄合、知行は7000石（一説に2025石）。あるいは家禄586石の小納戸役の幕臣。
市井に通じており、非番の日には町で弟分の同心とともに捕り方まがいのことをしており、町人からは「殿様」と慕われていた。
慶応2年（1866年）11月まで小納戸役、同年11月6日より静寛院宮・天璋院の用人を務めた。12月30日に諸大夫となり、備後守を称した。
慶応4年（1868年）の戊辰戦争時には彰義隊に加わり、幹部（第一黄隊副長のちに頭並）をつとめたが、これとは別に自前の一隊龍虎隊を編成していた。上野戦争では敗勢となったところに龍虎隊が駆けつけ、士気は大いに上がったが叶わず敗北。敗戦後は彰義隊を率いて東北を転戦する。
蝦夷地に渡った後、11月の松前攻略戦で旧天野八郎派の隊士と渋沢成一郎派の隊士が対立した際には、松平太郎に状況を報告して収拾に努め、池田長裕と共に彰義隊改役となった。旧幕府軍の第一烈士満隊第二大隊を指揮し、明治2年（1869年）4月より知内に布陣して松前口を守り、5月11日の箱館総攻撃の際に亀田方面で負傷し、後に病院で没した。